# Englischer Garten
Englischer Garten (tysk for "Engelsk have") er en stor offentlig park i München, Bayern, der går fra byens centrum og til den nordøstlige udkant. Den blev skabt i 1789 af Sir Benjamin Thompson (1753–1814), senere grev Rumford (Reichsgraf von Rumford), for Kurfyrst Karl Theodor af Bayern. Thompsons efterfølgere, Reinhard von Werneck (1757–1842) og Friedrich Ludwig von Sckell (1750–1823), der havde været rådgivere på projektet siden begyndelsen, udvidede og forbedrede begge parker yderligere.
Med et areal på 3,7 km² (370 ha) er Englischer Garten en af Europas største byparker og er større end Central Park i New York. Navnet refererer til den engelsk parkstil med landskabsarkitektur, som var populær i England i midten af 1700-tallet og frem til begyndelsen af 1800-tallet, og som særligt bliver associeret med Capability Brown.